# أنسيلمو رالف
أنسيلمو رالف (بالبرتغالية: Anselmo Ralph‏) هو مغني أنغولي، ولد في 12 مارس 1981 في لواندا في أنغولا.

## وصلات خارجية
- أنسيلمو رالف على موقع IMDb (الإنجليزية)
- أنسيلمو رالف على موقع ميوزك برينز (الإنجليزية)
- أنسيلمو رالف على موقع أول ميوزيك (الإنجليزية)
- أنسيلمو رالف على موقع ديسكوغز (الإنجليزية)
- أنسيلمو رالف على موقع قاعدة بيانات الفيلم (الإنجليزية)